# مشکل آقای اعتماد
مشکل آقای اعتماد فیلمی به کارگردانی اسماعیل پورسعید محصول سال ۱۳۵۶ است.

## خلاصه داستان
اعتماد با صدور چک‌های بی محل تحت تعقیب طلب کارهایش قرار می‌گیرد…

## بازیگران
- نصرت‌الله وحدت
- منوچهر وثوق
- ژاله کریمی
- علی میری
- حمیده خیرآبادی
- جهانگیر فروهر
- علی اکبر مهدوی فر
- اسماعیل شیرازی
- علی زاهدی
- حمید دلشکیب